# Arlington, Massachusetts
Arlington är en kommun (town) i Middlesex County i Massachusetts 10 km nordväst om Boston. Det ursprungliga ortnamnet var Menotomy. Vid 2010 års folkräkning hade Arlington 42 844 invånare.

## Kända personer från Arlington
- Robert Creeley, författare
- John Lax, ishockeyspelare
- John Lyons, ishockeyspelare
- James Schouler, historiker och jurist
- Whitney Smith, vexillolog
- Alan Wilson, musiker
- Samuel Wilson, köttförsäljare